# Dave LaRoche
David Eugene LaRoche (né le 14 mai 1948 à Colorado Springs, Colorado, États-Unis) est un ancien lanceur de relève gaucher qui a évolué 14 saisons dans la Ligue majeure de baseball, de 1970 à 1983.
Deux fois joueur étoile, Dave LaRoche est le père des joueurs de baseball professionnels Adam et Andy LaRoche.

## Carrière
Joueur des Rebels de l'université du Nevada à Las Vegas, Dave LaRoche est réclamé par les Angels de la Californie au 20e tour de sélection du repêchage amateur de juin 1966. Il fait ses débuts dans le baseball majeur avec cette équipe le 11 mai 1970. LaRoche complète son premier séjour chez les Angels après la saison 1971, où il maintient une excellente moyenne de points mérités de 2,50 en 72 manches lancées. 
Il joue la saison 1972 chez les Twins du Minnesota, à qui les Angels l'ont échangé contre le joueur d'arrêt-court étoile Leo Cárdenas. Transféré chez Cubs de Chicago après un an au Minnesota, il y évolue en 1973 et 1974.
En 1975, il rejoint les Indians de Cleveland, qui l'échangent aux Angels, son ancien club, en mai 1977. LaRoche représente les Indians au match des étoiles de mi-saison en 1976 et les Angels à celui de 1977. Évoluant en Californie jusqu'en 1980, LaRoche joue les trois dernières saisons de sa carrière, de 1981 à 1983, chez les Yankees de New York.

### Statistiques
Le gaucher est apparu dans 647 matchs de la Ligue majeure de baseball, seulement 15 comme lanceur partant et 632 comme lanceur de relève. Sa moyenne de points mérités en carrière se chiffre à 3,53 avec 65 victoires, 58 défaites et 126 sauvetages. Il est notamment stoppeur à Cleveland, puis au début de son second séjour avec les Angels, réussissant 25 sauvetages en 1978. Comme partant, il réussit en 1980 un match complet, le seul de sa carrière, pour les Angels. En 1 049 manches et un tiers lancées au total lors de ces 14 saisons, LaRoche réussit 819 retraits sur des prises. 
Il fait deux apparitions en séries éliminatoires : au monticule pour les Angels, il accorde un point aux Orioles de Baltimore lors de la Série de championnat 1979 de la Ligue américaine, et il blanchit les Dodgers de Los Angeles en une manche lancée pour New York dans la Série mondiale 1981, perdue par les Yankees.

### Style
Dave LaRoche était aussi connu pour sa balle Eephus, qu'il surnommait « La Lob ». Ce lancer exagérément lent était dirigé vers le frappeur adverse avec l'effet d'une très haute balle courbe. Une présence au bâton notable est celle de Gorman Thomas des Brewers de Milwaukee, que LaRoche enrage en le retirant sur des prises grâce à ce lancer qu'il est incapable de toucher lors d'un match en 1981.